# 狐狸小姐你好嗎？
《狐狸小姐你好嗎？》（法語：Le Renard et l'Enfant）是2007年的一部法國電影。電影由Luc Jacquet執導，並由Bertille Noël-Bruneau、Isabelle Carré及Thomas Laliberté主演。本片在美國上映時曾使用英語配音，由凱特·溫絲蕾擔任英語旁述。

## 劇情
故事講述一個小女孩與郊野的一隻狐狸的關係，從而帶出人與大自然的關係，並與此而比較人與人之間的關係。小女孩後來長大了成為母親，她把她在大自然所學習得到的智慧，教給她的兒子。

## 外部連結
- 翁子光. . 《am730》. 2008-08-14: 47  [2008-08-23].[]
- 互联网电影数据库（IMDb）上《Le Renard et l'enfant》的资料（英文）
- 英語官方網址
- trailer with English subtitles （页面存档备份，存于）